# ATB-Market
ATB-Market (ukr. АТБ-Маркет) – jedno z największych przedsiębiorstw handlu detalicznego Ukrainy. Założone w 1993 roku w Dniepropietrowsku (od 2016 roku: miasto Dniepr), pod nazwą ATB-Market od 1998 roku, posiada ponad 1000 placówek detalicznych. Sieć handlowa działa w formacie tzw. dyskontu miękkiego (czyli oferującego stosunkowo dużą liczbę produktów, w tym pod cudzymi markami).

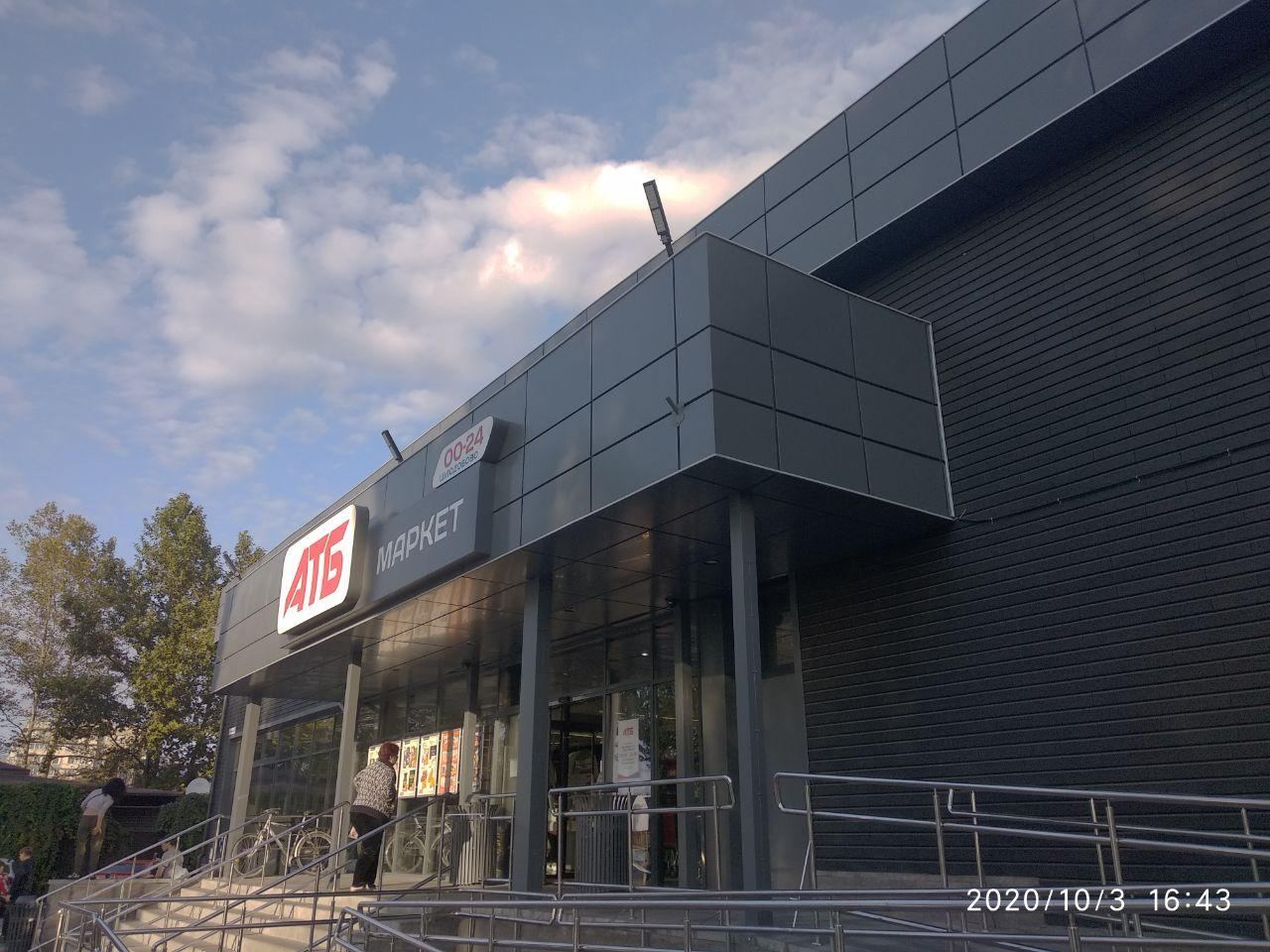

Liczba placówek szybko rosła: od 835 w roku 2016 i 913 w roku 2017, po 990 w roku 2018 i 1077 w roku 2019. W 2018 roku obroty przekroczyły 100 mld hrywien i w 2019 roku wyniosły 126,8 mld UAH, a średnia liczba klientów dziennie wzrosła do 3,7 mln.
W 2019 roku była siecią o największej liczbie placówek na Ukrainie, największych dochodach oraz drugą pod względem powierzchni (za grupą Fozzy). W tym roku klienci mogli wybierać spośród około 3 500 produktów, w tym ok. 800 sprzedawanych pod marką własną.